# Gurgy
Gurgy település Franciaországban, Yonne megyében. Lakosainak száma 1724 fő (2022. január 1.). Gurgy Chemilly-sur-Yonne, Monéteau, Appoigny, Chichery, Héry és Seignelay községekkel határos.

## Népesség
A település népességének változása:
| Lakosok száma | 1746 | 1744 | 1770 | 1716 | 1705 | 1699 | 1702 | 1690 | 1724 |
|               | 2013 | 2015 | 2016 | 2017 | 2018 | 2019 | 2020 | 2021 | 2022 |